# 柘植正俊
柘植正俊（1548年—1611年（慶長16年））安土桃山時代武將。織田信秀五子織田信治之子。江戶幕府旗本。有一子柘植正時。
早先出仕三河國刈谷水野信元，之後改仕織田信長，被冠以津田為姓氏。後來出仕德川家康。慶長5年（1600）關原之戰從軍，授予400石知行職位。慶長6年（1601）加增攝津國邊郡共900石知行。慶長16年（1611）病逝於駿府城。子孫都擔任幕府旗本直到幕末。